# Sarcophaga mishnania
Sarcophaga mishnania är en tvåvingeart som beskrevs av Andy Z. Lehrer 2001. Sarcophaga mishnania ingår i släktet Sarcophaga och familjen köttflugor.
Artens utbredningsområde är Turkmenistan. Inga underarter finns listade i Catalogue of Life.